# Volvo Ocean 65

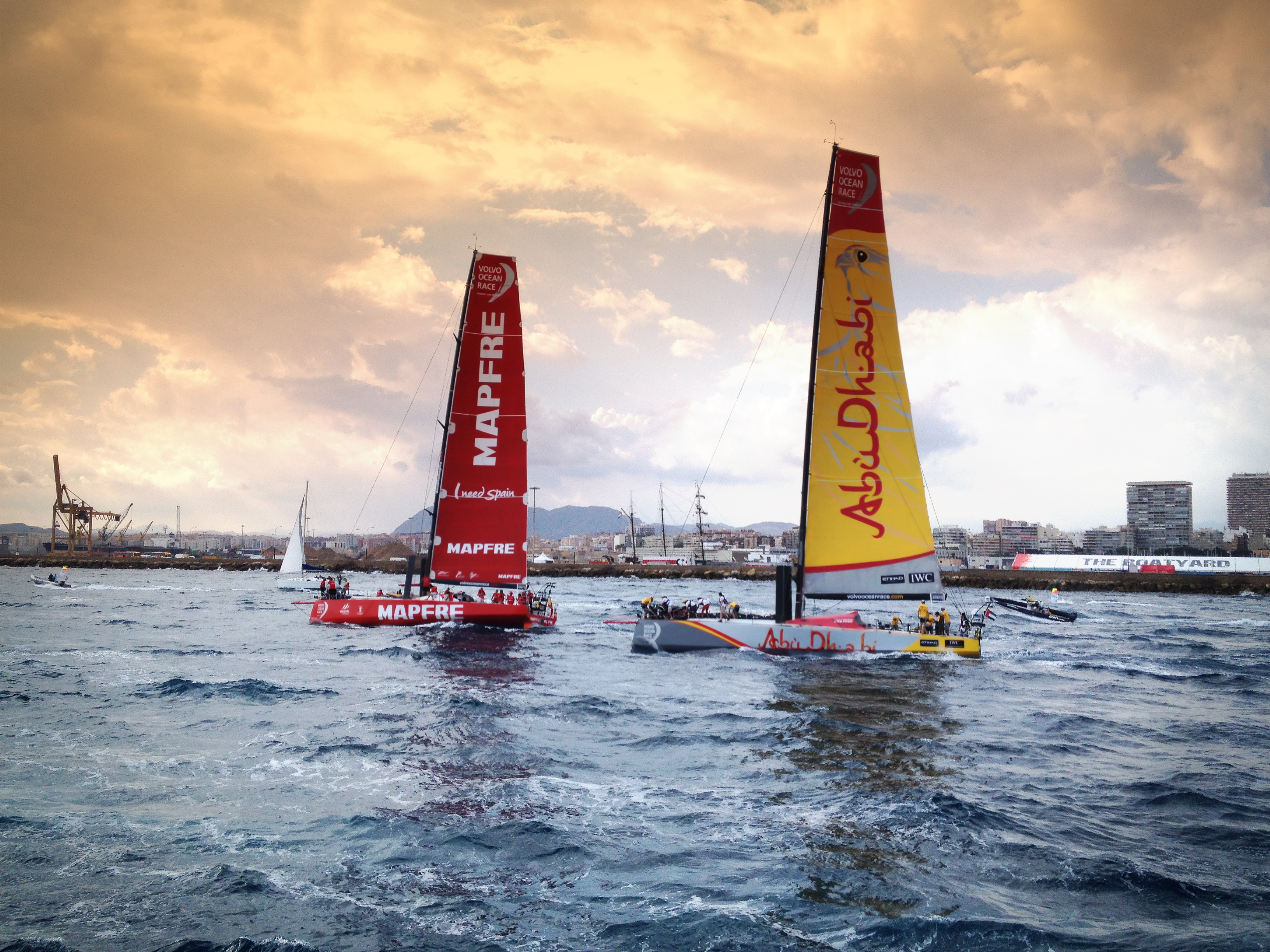
De Volvo Oceans 65 MAPFRE en Abu Dhabi Ocean Racing

De Volvo Ocean 65 of Volvo One-Design is een klasse zeilboot die speciaal voor de Volvo Ocean Race is ontworpen. Het is de opvolger van de Volvo Open 70.
De Ocean 65 werd door de wedstrijdleiding aangekondigd op 28 juni 2012 tijdens de race van 2011-12. In de editie van 2014-15 werd er voor het eerst mee geracet. Het jacht wordt ook tijdens de editie van 2017-18 gebruikt. In opdracht van de raceorganisatie zijn 7 exemplaren gebouwd. Op 23 september 2013 werd de eerste Ocean 65 te water gelaten.
Met de komst van de Ocean 65 varen de zeilteams voor het eerst in de geschiedenis van de Volvo Ocean Race met volledig identieke boten. Dit eenheidsklasse-concept wordt in andere zeilklassen ook gehanteerd, evenals in de autosport. Hoewel ook de Open 70 volgens strikte ontwerpregels werd gebouwd, was er voor de teams enige ruimte om te variëren in specificaties. De nieuwe aanpak is gekozen om de ontwikkelkosten van de boot laag te houden en zo de financiële drempel voor sponsors om deel te nemen te verlagen.

## Ontwerp
De Volvo Ocean 65 is een monohull-racejacht met een romplengte van 20,37 meter. Het is ontworpen door het Amerikaanse Farr Yacht Design en wordt gebouwd door een consortium van werven in het Verenigd Koninkrijk, Frankrijk, Italië en Zwitserland. De zeilen worden geproduceerd door North Sails uit de Verenigde Staten.

## Specificaties
De Ocean 65 kent de volgende specificaties:
| Bemanning                        | 8-11                                |
| Romplengte                       | 20,37 m                             |
| Lengte waterlijn                 | 20,00 m                             |
| Totale lengte (incl. boegspriet) | 22,14 m                             |
| Grootste breedte                 | 5,60 m                              |
| Maximale diepgang                | 4,78 m                              |
| Leeggewicht                      | 12.500 kg                           |
| Water Ballast                    | 1x 1000 l voorin, 2x 800 l achterin |
| Maximale uitslag zwenkkiel       | 40 graden                           |
| Mastlengte                       | 30,30 m                             |
| Lengte van boegspriet            | 2,14 m                              |
| Aantal zeilen aan boord          | 7                                   |
| Oppervlakte grootzeil            | 163 m²                              |
| Oppervlakte werkfok              | 133 m²                              |
| Zeiloppervlakte aan de wind      | 296 - 468 m²                        |
| Zeiloppervlakte voor de wind     | 578 m²                              |

## Jachten in klasse
Er zijn 8 Volvo Ocean 65's. Tussen de race van 2014-2015 en de race van 2017-2018 zijn allemaal naar hetzelfde niveau gebracht tussen. Dit kost naar schatting 1.000.000 euro.
| Jacht MMSI | 2014-2015 Team                     | 2017-2018 Team           |
| ---------- | ---------------------------------- | ------------------------ |
| 224530860  | MAPFRE                             | MAPFRE                   |
| 470437000  | Abu Dhabi Ocean Racing             | Sun Hung Kai/Scallywag   |
| 235101548  | Team SCA                           |                          |
| 319081500  | Team Vestas Wind                   | Turn the Tide on Plastic |
| 319060300  | Dongfeng Race Team                 | Dongfeng Race Team       |
| 244780246  | Team Brunel                        | Team Brunel              |
| 367616310  | Team Alvimedica                    | Vestas 11th Hour Racing  |
| 319119500  | N/A (Nieuw gebouwd voor 2017-2018) | Team AkzoNobel           |